# Лабіб аль-Фата
Лабіб аль-Фата аль-Саклабі (д/н — 1040) — 1-й емір Тортоської тайфи в 1009—1040 роках, емір Валенсійської тайфи в 1018—1019 роках.

## Життєпис
Належав до слов'ян-рабів (сакаліба). Хаджиб Абд аль-Малік аль-Музаффар призначив Лабіба одним з 26 великих фата. Перебував на службі халіфа Гішама II, після повалення якого 1009 року втік до Тортоси, де став незалежним еміром. На початку 1010-х років стикнувся з Мунзиром аль-Мансуром, валі Сарагоси, який намагався підкорити Лабіба кордовському халіфу. Але за допомогою братів Мубарака і Музаффара, емірів Валенсії, зумів зберегти владу в Тортосі.
Підтримав повстання Абдаррахмана IV проти Алі ібн Хаммуда ан-Насира за трон Кордовського халіфату. Після повалення Абдаррахмана IV у 1018 році допомагав тому у спробі захопити Гранаду, але невдало. Того ж року, скориставшись заворушеннями в Валенсії, повалив Музаффара, ставши там правителем. Втім у 1019 році погодився на спільне панування в Валенсії з Муджахідом аль-Амірі, еміром Денії. Невдовзі зосередив увагу на розвитку Тортоської тайфи.
У 1035 року підтримав Псевдо-Гішама II, якого оголосив вижившим халіфом Аббад I, емір Севільї. Допомагав тому в спробі захоплення Кордови, але без успіху. Помер або був повалений 1040 року. Новим еміром став Мукатіл Сайф аль-Міла.